# Неделькович, Вера
Вера Неделькович (серб. Верица Недељковић); (16 сентября 1929, Придворица, близ Чачака — 13 декабря 2023) — югославская шахматистка, гроссмейстер (1978). Инженер-кораблестроитель, кандидат технических наук, преподаватель политехнического факультета Белградского университета.

## Шахматная карьера
В 1950-1965 годах — 6-кратная чемпионка Югославии. В 1954-1967 годах победительница 4 зональных турниров ФИДЕ (1-е место) и участница 5 турниров претенденток; лучший результат — Пловдив (1959) — 2-е место (за К. Зворыкиной). На 2-й женской олимпиаде в Сплите (1963) в составе команды Югославии показала на 2-й доске выдающийся результат: 12 очков из 12.
Успешно выступала в других международных соревнованиях: Бевервейк (1956) — 2 место; Бела-Црква (1958) — 1—2 места; Белград (1961) — 1—2 места, (1962) — 1 место; (1967) — 3—4 места. С 1967 года играла лишь в командных соревнованиях.
Шахматистка позиционного стиля, обладала высокой техникой разыгрывания эндшпиля, мастер острой контратаки.

## Изменения рейтинга
| Графики недоступны из-за технических проблем. См. информацию на Фабрикаторе и на mediawiki.org. |

## Ссылка
- Личная карточка Веры Неделькович на сайте ФИДЕ
- Партии Веры Неделькович в базе Chessgames.com (англ.)
- Личная карточка Веры Неделькович на сайте 365chess.com (англ.)
- Выступления Веры Неделькович на шахматных олимпиадах